# Inno della Serie A
O generosa! è l'inno ufficiale del campionato di Serie A, la massima divisione del sistema calcistico italiano.
La composizione del brano è avvenuta ad opera di Giovanni Allevi, su apposita commissione di Maurizio Beretta (presidente della Lega Serie A). Il brano è composto per orchestra e coro a quattro voci miste, ispirato alle musiche di John Williams, Ennio Morricone e Gian Piero Reverberi (in particolare l'album "GSC - Open Universe") con anche riferimenti alla musica antica. Il testo, in latino e inglese, richiama i valori di virtù sportiva e nobiltà d'animo.

## Testo
O generosa magnitudo!
O generosa, veni ad nos!
Victori gloria, cum honestate semper movetur cor eius. (x2)
Victori gloria (x3)
Custodi animum tuum
ut a corruptione abstineat
necopitatum gaudium accipies
o generosa!
Gloria, I say to you Alleluia!
Winner you’ll be in your heart
Gloria, I say to you Alleluia!
Winner you’ll be in your heart, always you’ll be.
O generosa magnitudo!
O generosa, veni ad nos!
Victori gloria, cum honestate semper movetur cor eius.
Victori gloria (x3)
Custodi animum tuum
ut a corruptione abstineat
necopitatum gaudium accipies
o generosa!
Gloria, I say to you Alleluia!
Winner you’ll be in your heart
Gloria, I say to you Alleluia!
Winner you’ll be in your heart, always you’ll be.
Gloria, I say to you Alleluia!
Winner you’ll be in your heart
Gloria, I say to you Alleluia!
Winner you’ll be in your heart!
O generosa!

### Traduzione
O forza nobile!
O nobile, vieni da noi!
Gloria al vincitore, il suo cuore si muove sempre con onestà (x2)
Gloria al vincitore (x3)
Custodisci la tua anima
affinché si astenga dalla corruzione
riceverai una gioia inaspettata
o generosa!
Gloria, ti dico, Alleluia!
Sarai vincitore nel tuo cuore
Gloria, ti dico, Alleluia!
Sarai vincitore nel tuo cuore, lo sarai sempre.
O forza nobile!
O nobile, vieni da noi!
Gloria al vincitore, il suo cuore si muove sempre con onestà.
Gloria al vincitore (x3)
Custodisci la tua anima
affinché si astenga dalla corruzione
riceverai una gioia inaspettata
o generosa!
Gloria, ti dico, Alleluia!
Sarai vincitore nel tuo cuore.
Gloria, ti dico, Alleluia!
Sarai vincitore nel tuo cuore, lo sarai sempre.
Gloria, ti dico, Alleluia!
Sarai vincitore nel tuo cuore.
Gloria, ti dico, Alleluia!
Sarai vincitore nel tuo cuore.
O generosa!

## La diffusione
Il brano viene presentato ufficialmente il 27 luglio 2015 all'Expo di Milano, in occasione del sorteggio per il calendario del campionato 2015-16. La prima esecuzione avviene l'8 agosto, prima della gara di Supercoppa italiana tra Juventus e Lazio allo stadio di Shanghai (in Cina).
Nel corso del campionato, l'inno viene diffuso, in una versione della durata di 30 secondi circa, dagli altoparlanti degli stadi prima del fischio d'inizio degli incontri.
Curiosamente, è raro riuscire ad ascoltare nitidamente l’inno quando viene diffuso dagli altoparlanti dell’impianto. Esso infatti è spesso sovrastato da una pioggia di fischi, sia da parte della tifoseria di casa che di quella ospite, circostanza che capita pressoché in tutti gli stadi.